# Championnats d'Europe de gymnastique rythmique 1984
Navigation
Édition précédente Édition suivante
Les championnats d'Europe de gymnastique rythmique 1984, quatrième édition des championnats d'Europe de gymnastique rythmique, ont eu lieu du 15 novembre 1984 au 18 novembre 1984 à Vienne, en Autriche.

## Médaillées
| Épreuve                      | Or                                               | Argent                                                             | Bronze                                        |
| ---------------------------- | ------------------------------------------------ | ------------------------------------------------------------------ | --------------------------------------------- |
| Finales individuelles senior |                                                  |                                                                    |                                               |
| Concours général individuel  | Galina Beloglazova (URS) Anelia Ralenkova (BUL)  | Non décernée                                                       | Diliana Georgieva (BUL)                       |
| Cerceau                      | Lilia Ignatova (BUL) Anelia Ralenkova (BUL)      | Non décernée                                                       | Galina Beloglazova (URS)                      |
| Ballon                       | Anelia Ralenkova (BUL)                           | Galina Beloglazova (URS) Lilia Ignatova (BUL) Dalia Kutkaite (URS) | Non décernée                                  |
| Massues                      | Diliana Georgieva (BUL) Anelia Ralenkova (BUL)   | Non décernée                                                       | Galina Beloglazova (URS) Dalia Kutkaite (URS) |
| Ruban                        | Galina Beloglazova (URS) Diliana Georgieva (BUL) | Non décernée                                                       | Anelia Ralenkova (BUL)                        |
| Finales en groupe senior     |                                                  |                                                                    |                                               |
| Concours général en groupe   | Bulgarie                                         | Union soviétique                                                   | Espagne                                       |